# Комаревцев, Николай Григорьевич
Никола́й Григо́рьевич Комаре́вцев (25 декабря 1909, Вологда — 1968, Ленинград) — советский кинорежиссёр-документалист.

## Биография
Родился в Вологде в семье рабочих. Увлекался театром и кино со школы, участвовал в любительских кружках. В 1926 году вступил в вологодскую литературную группу «Борьба», примыкавшую к Российской ассоциации пролетарских писателей. Сотрудничал с газетой «Красный Север».
С 1930 года работал в сценарном отделе Ленинградской кинофабрики «Совкино», в 1931 году перешёл в ассистенты режиссёра. Параллельно обучался на режиссёрском отделении Государственного института кинематографии, который окончил в 1932 году.
Коля Комаревцев — один из самых больших мечтателей-фантазёров. Страстный поклонник поэзии, особенно Маяковского и Есенина. Мы подозревали, что он и сам пишет стихи, но он никогда их не читал. Наряду с высокими стремлениями, фантазиями, обладал Коля и незаурядным чувством юмора, которое ему никогда не изменяло.Ольга Подгорецкая, режиссёр и однокурсница по институту
С 1932 года работал на Ленинградской студии кинохроники. Незадолго до начала Великой Отечественной войны был понижен в режиссёрской категории из-за обвинений в провале и низком качестве фильма «7 ноября» (1940).
В августе 1941 был призван в РККА, окончил курсы младших лейтенантов. Проходил службу в 40-м запасном артиллерийском полку Северного фронта. В конце декабря выбыл из части по болезни. С февраля 1942 года был привлечён к работе на Ленкинохронике (Ленинградская объединённая киностудия с апреля 1942 года).
 Вместе работавший над монтажом фильма «Ленинград в борьбе» Роман Кармен вспоминал:
Изобретательный Коля Комаревцев извлекал за монтажным столом из примелькавшего эпизода какие-то совершенно новые звучания.из книги Р. Кармена «Но пасаран!» 1972
Во время производства картины «Народные мстители» (1942, Центральная студия кинохроники) был обвинён в затягивании работы, в отсутствии «должной творческо-производственной активности и инициативы», ставился даже вопрос об увольнении режиссёра. Комаревцев сумел отделаться предупреждением.
Кроме документальных фильмов был режиссёром множества выпусков кинопериодики: «Ленинградский киножурнал», «Наш край», «По Карело-Финской СССР», «Северный киножурнал», «Советская Карелия».
Член Союза кинематографистов СССР (Ленинградское отделение) с 1962 года.

## Фильмография
- 1932 — За ширпотреб
- 1935 — Будни Баренцева моря
- 1936 — На родине холмогорок
- 1938 — Дом — крепость
- 1939 — Прибытие советских войск и кораблей в Эстонию[10]
- 1940 — 7 ноября
- 1940 — Линия Маннергейма (совместно с Л. Варламовым, В. Беляевым, В. Соловцовым)
- 1940 — Победный май (совместно с В. Беляевым)
- 1940 — Семь островов / Баренцево море
- 1942 — Ленинград в борьбе (совместно с Р. Карменом, В. Соловцовым, Е. Учителем)
- 1942 — Народные мстители (совместно с В. Беляевым)[11]
- 1943 — 63-я гвардейская стрелковая дивизия (спецвыпуск)
- 1943 — В тылу врага
- 1943 — Путь открыт[12]
- 1944 — 378-я Краснознамённая[13]
- 1944 — 42-я армия в боях за Родину
- 1944 — Боевые резервы[14]
- 1944 — Великая победа под Ленинградом (совместно с П. Паллеем, В. Соловцовым)
- 1946 — Канал имени Сталина вступил в строй[15]
- 1947 — Великая победа под Ленинградом (спецвыпуск)[16]
- 1947 — Праздник песни[17]
- 1948 — Ивановские текстильщики[18]
- 1949 — За отличное качество[19]
- 1949 — Спортивным летом[20]
- 1950 — Караваевские животноводы[21]
- 1950 — Ленинград голосует[22]
- 1951 — Водный спорт в ДОСААФе[23]
- 1951 — Дом Культуры на Васильевском острове[24]
- 1951 — Сокровищница культуры[25]
- 1951 — Хочу быть моряком[26]
- 1952 — 1-е Мая в городе Ленинграде[27]
- 1952 — Калининские льноводы[28]
- 1953 — 1-е Мая в городе Ленинграде[29]
- 1953 — Петрозаводск[30]
- 1954 — На конвейере модельная обувь[31]
- 1959 — Ижорцы[32]
- 1960 — На стапелях Адмиралтейского[33]
- 1963 — Лыжная премьера
- 1963 — Пять стартов[34]
- 1964 — Там, над озером – сказка[35]
- 1967 — У истоков твоих (широкоэкранный)

## Награды
- медаль «За оборону Ленинграда» (1943)[36];
- медаль «Партизану Отечественной войны» I степени (1943)[37];
- медаль «За доблестный труд в Великой Отечественной войне 1941—1945 гг.» (1945)[38];
- медаль «За победу над Германией в Великой Отечественной войне 1941—1945 гг.» (1945)[36].